# Municipio de Wheatley
El municipio de Wheatley (en inglés: Wheatley Township) es un municipio ubicado en el condado de St. Francis en el estado estadounidense de Arkansas. En el año 2010 tenía una población de 401 habitantes y una densidad poblacional de 3,86 personas por km².

## Geografía
El municipio de Wheatley se encuentra ubicado en las coordenadas 34°57′4″N 91°6′8″O / 34.95111, -91.10222. Según la Oficina del Censo de los Estados Unidos, el municipio tiene una superficie total de 103.86 km², de la cual 102,54 km² corresponden a tierra firme y (1,28 %) 1,33 km² es agua.

## Demografía
Según el censo de 2010, había 401 personas residiendo en el municipio de Wheatley. La densidad de población era de 3,86 hab./km². De los 401 habitantes, el municipio de Wheatley estaba compuesto por el 73,07 % blancos, el 26,43 % eran afroamericanos, el 0,25 % eran amerindios y el 0,25 % eran de una mezcla de razas. Del total de la población el 0,5 % eran hispanos o latinos de cualquier raza.